# Chrysolina kuesteri friderici
Chrysolina kuesteri friderici é uma subespécie de insetos coleópteros polífagos pertencente à família Chrysomelidae.
A autoridade científica da subespécie é Wagner, tendo sido descrita no ano de 1927.
Trata-se de uma subespécie presente no território português.